# Українська народно-революційна армія
Українська народно-революційна армія, спочатку —  «Поліська Січ», потім "УПА" — партизанська збройна формація, створена на Поліссі (Північна Україна) влітку 1941 року, в селі Немовичі Сарненського р-ну, що на Рівненщині. Отаманом Тарасом Бульбою було видано перший наказ про початок боротьби і створення повстанської армії. Основу організації було закладено ще у 1940 році, а перші збройні формації було утворено із початком німецько-радянської війни в червні 1941 року. Бульбівці воювали як проти нацистів, так і проти радянських військ, періодично співпрацюючи з однією із сторін. Тісно співпрацювали та підтримували уряд УНР в екзилі. Найбільшого розмаху УПА  під керівництвом Бульби - Борівця набула у 1942 році, коли в її рядах було від 3 до 10 тис. вояків. Невеликий проміжок часу повстанці контролювали частину Полісся, в районі штабу Січі — міста Олевська, проголосивши Олевську Республіку. У липні 1943 року, внаслідок конфлікту з ОУН (б) на чолі з Шухевичем, аби відмежуватися від дій останніх УПА (Бульби) перейменовано на УНРА, останніх учасників котрої було заарештовано НКВС у 1948 році.

## Утворення
Віталій Масловський, промосковський історик зі Львова, зазначив, що основою для майбутніх загонів Поліської Січі слугували відділи української поліції, які сформував Тарас Бульба Боровець на Волинському Поліссі. Проте загони бульбівців, названі «Поліською Січчю» не воювали проти залишків червоноармійців, а тільки проти відділів НКВС на півночі України. Сам Бульба-Боровець у своїх мемуарах так описує поліцію:
|  | Наша «міліція» — це не та міліція, що її дозволяють німецькі «ортскоманданти» з розрахунку 1 міліціонер на 100 душ населення, озброєні тільки одними рушницями з забороною контакту та спільних дій міліції одного району з іншим районом. У нас в кожному більшому містечку стоїть гарнізон силою від одного до двох батальйонів, а в кожному більшому селі — щонайменше 1-2 сотні міліції з кулеметами, мінометами та з похованими гарматами. Загальним числом наша «міліція» в усьому Поліссі перевищує 10,000 вояків, не ізольованих район від району, а охоплених монолітною організацією і підпорядкованих наказам неофіційно — Головної Команди Поліської Січі УПА, а офіційно — Окружної Команди Міліції в Сарнах. |

На перших етапах діяльності Поліської Січі, більшість бульбівців воювали проти дрібних радянських з'єднань. Полісся було порівняно безпечним місцем для українських повстанців, адже німці ставились до них нейтрально, а радянські партизани тільки починали свою діяльність. Тарас Бульба-Боровець вимагав від німців визнання Поліської Січі як окремої національної армії. Німці відмовились, аргументуючи це тим, що вони не мають на це права, і наказу від вищого командування Вермахту. Тому генерал Кіцінгер дозволив створити лише напіввійськове формування із розширеними, у порівнянні з міліцією інших районів, правами. Командування Поліської Січі це задовольнило, адже вони отримували повну свободу дій у визначеному районі.
У мемуарах Тарас Бульба-Боровець зазначав, що вивчав тактику повстанців Махна та впровадив її у боротьбі.
У Поліську Січ вступало дедалі більше і більше місцевого люду, що бажали боронити свою землю та господарство від загарбників. Головне Командування Поліської Січі створило кілька вишкільних центрів при своїх гарнізонах у підконтрольних їм містечках.

## Перші збройні акції і співпраця з Білоруською самообороною
Перші збройні акції Поліської Січі обмежувались діями проти розбитих решток Червоної Армії. За спогадами Бульби-Боровця «Совєти блискавично, в паніці покинули наші землі, а проти німців воювати було зарано». Така більш-менш спокійна ситуація на Поліссі дозволила Боровцю зайнятись внутрішніми справами Поліської Січі.
Готуючись до активніших бойових дій проти радянських партизанів, Бульба Боровець відіслав делегацію до Білоруської народної самооборони на чолі із хорунжим Петром Довматюком-Наливайком. Білоруська народна самооборона була подібна до Поліської Січі: білоруси прагнули здобути незалежність за допомогою Німеччини. Командування Білоруської самооборони схвалило план бульбівців щодо спільних бойових дій проти радянських партизанів. Відділами Білоруської самооборони командував капітан Всеволод Родзька та його заступник поручник Михайло Вітушка. Вони діяли під політичним проводом професора Радослава Островського, що потім був обраний Президентом Білоруської Центральної Ради.
Однак перед Поліською Січчю постала велика проблема — брак командного складу. Щоб її вирішити, наприкінці липня Тарас Бульба-Боровець вирушає на переговори із Організацією українських націоналістів Степана Бандери. Однак бандерівці поставили неприйнятні для Бульби-Боровця умови: підпорядкування Поліської Січі Головному проводу ОУН(б). Не знайшовши спільної мови із бандерівцями, Тарас Бульба вирушив до політичного штабу ОУН Мельника. Там, після триденних переговорів було укладено договір з восьми пунктів, за яким налагоджувалися стосунки та тісна співпраця між УПА Тараса Бульби та ОУН Мельника. Однак, ОУН могла виступати лише як радник повстанській армії, а не як командний центр. Під час переговорів, до Поліської Січі зголосилося 10 старшин та підстаршин.
Прибувши до Рівного 5 серпня 1941 року, Тарас Бульба зустрівся із полковником Петром Дяченком, колишнім командиром Чорних Запорожців, та полковником Іваном Трейком. З ними Тарас Бульба уклав договір, аналогічний тому, який він уклав із ОУН(м). Завдяки співпраці із колишніми офіцерами Армії УНР та з відомим в Україні Петром Дяченком, у Поліській Січі піднявся бойовий дух, а війська отримали кращий вишкіл.
Першою метою перед Поліською Січчю тепер стояло звільнення Олевська від радянських військ. Взяття Олевська було нелегким ділом, адже вишкіл та озброєння Поліської Січі виглядало смішним, у порівнянні із регулярними частинами Червоної Армії.
20 серпня було розпочато наступ на позиції радянських військ на Поліссі. Сили Поліської Січі нараховували 10-15 тис. вояків разом із частинами Білоруської самооборони. Оскільки радянські війська мали перевагу у техніці та підготовці, бульбівці не вступали у відкритий бій, а діяли окремими загонами. Атакуючи вночі, «січовики» завдавали важких втрат ворогові, та швидко відступали. 21 серпня було взято Олевськ, а до кінця серпня, радянські війська було відкинуто з Полісся.

## Перехід в підпілля
В середині листопада 1941 німці змусили Боровця розпустити підлеглі йому підрозділи. Приводом стала відмова їх бійців брати участь в розстрілі єврейського населення в Олевську 12 листопада. Відразу ж після демобілізації Боровець, не виключаючи боротьбу проти німців, втік до лісів, де почав створювати партизанські загони. У грудні 1941 року він обрав для них назву УПА, апелюючи таким чином до традицій антирадянського партизанського руху в 1921 році.
2 січня 1942 року Тарас Бульба-Боровець зустрічався із президентом Ради УНР Андрієм Лівицьким, який ухвалив рішення про початок антинімецького повстання, щойно Вермахт дійде до Волги. У цьому ставка робилася на операції летючих бригад.
10 квітня 1942 року отаман Боровець видав наказ про початок боротьби з гітлерівцями. П'ять бригад повстанців (по 100 осіб у кожній) було поділено на малі опергрупи по 5–10 бійців для проведення диверсій проти шляхів постачання вермахту.
Переважно «Поліська січ» проводила військові операції в околицях міста Олевськ в Східному Поліссі та в Людвипільскому та Сарненському районах Рівненської області. Всього протягом 1942 року загони УПА отамана Тараса Бульби здійснили певну кількість нападів на німецькі господарські об'єкти, радянськими зафіксовано три напади на районні центри Людвипіль, Міжріччя, Тучин. Найсерйознішою операцією проти німців був наліт на залізничну станцію Шепетівка в серпні 1942 року.
Для протидії воякам Поліської Січі в серпні 1942 року утворено 2-й Донський козацький полк в складі 10 сотень, сформований у Шепетівці. Вже з осені цього ж року почав бойові дії проти Поліської січі, виконуючи окупаційні функції в районі Сарн, Олевська і Костополя. Не можна сказати, що козаки робили це з великим ентузіазмом, але антагонізм між ними, чужинцями, що виконували роль окупантів, і місцевими жителями був.
У ніч з 2 на 3 грудня бульбівці, одягнені в уніформу радянських партизан атакували містечко Тучин і вивезли звідти частину майна і друкарню.

## Перемир'я з радянськими партизанами
Територія дій Тараса Бульби збігалася з місцями базування розвідувально-диверсійного загону НКДБ СРСР «Переможці» під керівництвом Дмитра Медвєдєва. Відповідно до радянських документів, над налагодженням зв'язку з «бульбівцями» працював керівник агентурно-оперативної роботи підполковник Олександр Лукін.
Московське керівництво уповноважило Лукіна провести прямі переговори з «бульбівцями». Уночі зі 17 на 18 вересня 1942 року на хуторі в лісі біля сіл Більчаки-Глушків (за даними Боровця, на хуторі знищеного в пізніші роки війни с. Гута Стара Людвипільського району; між сучасними селами Губків, Мочулянка та Більчаки) відбулися 6-годинні переговори.

21 вересня у щоденнику комісара опергрупи НКГБ Сергія Стехова зроблено запис:
Вранці повернувся Лукін і Брежнєв зі своєю групою. Бачились з Тарасом Бульбою. Лукін розмовляв з ним про спільні дії проти німців. Домовились, але Т. Б. сам остаточно це питання вирішити не може і повинен порадитись зі своїм керівництвом.
Було досягнуто перемир'я — до березня 1943 року Боровець і його люди припинили будь-які ворожі дії проти радянських партизанів. Було встановлено пароль для взаємної ідентифікації радянських партизан і загонів ПС. Перемирря закінчилося в ніч з 19 на 20 лютого 1943 року, оскільки партизани розстріляли групу січовиків, у яких був неправильний пароль для проходу. Як виявилося пізніше, комісар загону «Переможці» Лукін самостійно змінив паролі, не повідомивши про це Бульбу, бо запідозрив його у співраці з нацистами.

## Розквіт (1942)
22 травня 1942 року поліція безпеки і СД надсилає керівництву інформаційне повідомлення, у якому зазначалося, що Бульба-Боровець
...таємно організував свої спільників і зібрав велику кількість багнетів (за деякими даними він вже мав тоді до 3 тис. бійців).

## Стосунки з ОУН-Б
З самого початку свого існування Боровець мав напружені відносини з бандерівським крилом ОУН, через її прагнення об'єднати всі повстанські загони під своїм керівництвом.
22 лютого 1943 р. до штабу Поліської Січі прибув член Проводу ОУН Бандери Олександр Бусел з місією встановити контакт і виробити політичну лінію спільних дій на майбутнє. Ось як про це згадував сам Тарас Бульба-Боровець:
|  | Це був земляк і шкільний товариш секретаря нашої організації довоєнного часу, Геннадія Янкевича, з Клевані, Рівенської области. Особисто ми далі були приятелями, а політично — згідно з тоталітарними засадами їхньої партії — ми були „ворогами". |

Через кілька днів, наприкінці лютого 1943 року, Олександр Бусел був схоплений німцями. А 9 березня його стратили у дворі Рівненської в'язниці.
9 квітня 1943 року в селі Золотолин відбулася зустріч, на якій один із керівників волинської ОУН-Б Василь Івахів-«Сонар» та перший начальник штабу УПА Юліан Ковальський-«Гарпун» перерахували Бульбі пропозиції про співпрацю: в обмін на підпорядкування політичному проводу ОУН-Б. Домовленості сторони не досягли. Однак обидві делегації тільки дійшли домовленості, об'єднаних формування діяти під загальною назвою УПА. Обидві сторони зумовили новий етап переговорів 22 травня за участю ще представників мельниківської ОУН. Але й він так не відбувся через загибель Ковальського та Івахіва.

## Припинення існування
До осені 1943 року УПА під керівництвом Бульби-Борівця була розгромлена підрозділами УПА, що присягнуло ОУН(Б). Значна частина її складу під збройним тиском бандерівців поповнила ряди УПА. Опинившись у безвихідній ситуації, затиснутий між бандерівцями, радянськими партизанами, поляками і німцями, Бульба 5 жовтня 1943 року фактично розформував своє військо і звернувся до німців із пропозицією про переговори. Для цього він поїхав до Варшави, де був 1 грудня заарештований і відправлений до концентраційного табору Заксенгаузен. Восени 1944 року Бульбу-Боровця звільнили з табору, а в 1945 році взяли в створену німцями УНА. Він зголосився командувати парашутною бригадою, яку планували перекинути на Полісся.
Новим командиром УНРА став Леонід Щербатюк (Зубатий), однак незабаром ця «армія» остаточно перестала існувати. Залишки УНРА, що базувалися в лісах Сарненського, Костопільського та Олевського районів, були розбиті в лютому 1944 року уже військами НКВС.
Після війни отаман опинився у таборах для переміщених осіб в Італії та співпрацював з Українським національним об'єднанням — політичною партією Карпатської України. З 1948 року колишній отаман проживав у Канаді. Тут Бульба-Боровець випускає низку видань, які нелегально серед інших переправлялися на територію України. Серед них були «Бюлетень Головної команди Української національної гвардії», журнал «Меч і воля», військово-інструкторські матеріали, листівки.